# NWA Samhain
NWA Samhain es un evento anual de lucha libre profesional organizado por National Wrestling Alliance. Este evento fue incorporado a la programación de PPVs de la NWA para el mes de octubre en 2023, aunque a partir de 2024 se convirtió en un Evento en Vivo Exclusivo.

## Ediciones

### 2023
NWA Samhain tuvo lugar el 28 de octubre de 2023 desde el TempleLive at Cleveland Masonic en Cleveland, Ohio.

#### Resultados
- Pre-Show: Brandon Day (con Towel Boy Tommy) derrotó a Manbun Jesus (con The Grizzly Groovies) clasificando al Torneo por el Campeonato Exodus Pro (4:27)
- Pre-Show: Jordan Clearwater & The Country Gentlemen (AJ Cazana & KC Cazana) (con Joe Cazana) derrotaron a Zyon & The Outrunners (Truth Magnum & Turbo Floyd) (con Austin Idol). (6:56)
  - KC cubrió a Floyd después un Spinebuster de AJ.
  - Después del combate, Zyon, Idol & The Outrunners atacaron a Clearwater, Joe & The Country Gentleman.
- Pre-Show: Samantha Starr derrotó a Missa Kate, Tiffany Nieves y a Celeste ganando una oportunidad por el Campeonato Mundial Femenino de NWA. (3:34)
  - Starr cubrió a Kate después de aplicarle un «Starr DDT».
- Pre-Show: The Immortals (JR Kratos & Odinson) derrotaron a Daisy Kill & Talos (c) ganando los Campeonatos en Parejas de los Estados Unidos de NWA. (8:56)[3]
  - Kratos cubrió a Kill después de aplicarle un «GTJ».
- Judais, Max the Impaler, Alex Misery, Magic Inc. (Cody James & Jake Dumas) (con CJ & Father James Mitchell) derrotaron a The Miserably Faithful (Gaagz the Gymp & Sal the Pal), Koa Laxamana, Magnum Muscle (Dak Draper & Mims) (con Kallies) en un Devil's Last Dance Ultimate Hardcore Team War Match.(14:14)
  - Draper eliminó a Max por encima de la tercera cuerda.
  - Draper eliminó a Misery por encima de la tercera cuerda.
  - James eliminó a Draper después de aplicarle un «Jacket Big Ending».
  - James se autoelimino al saltar por encima de la tercera cuerda.
  - Dumas eliminó a Laxamana después de aplicarle un «Low Blow» seguido de un «DDT».
  - Mims eliminó a Dumas después de aplicarle un «Big Strong Slam».
  - Mims eliminó a Judais con «Jacknife Pin».
  - Max eliminó a Mims después de aplicarle un «Lariat».
  - Max eliminó a Gaagz después de aplicarle un «Lariat».
  - Max eliminó a Sal después de aplicarle un «Lariat» con una cadena.
  - Max eliminó finalmente a Gaagz después de aplicarle un «Welcome to the WasteLand».
  - Durante el combate, CJ interfirió a favor de Magic Inc., mientras que Kallie interfirió a favor de Laxamana.
  - Como consecuencia, Gaagz & Pal se quedarian con Mitchell para siempre.
- Rush Freeman derrotó a Brady Pierce en un Loser Leaves Town Match (con Rolando Freeman como árbitro especial invitado) (5:59)
  - Rush cubrió a Pierce después de un «Low Blow» seguido de un golpe con la silla de Matt Cardona.
  - Durante el combate, Rolando interfirió a favor de Rush, mientras que Cardona atacó a todos por igual.
- Colby Corino (c) derrotó a Joe Alonzo en un Pillar To Post Match y retuvo el Campeonato Mundial Junior Peso Pesado de NWA (9:31)
  - Corino cubrió a Alonzo después de aplicarle un «Sunset DDT» sobre el piso de madera.
- The Southern 6 (Kerry Morton & Alex Taylor) derrotaron a The Headbangers (Mosh & Thrasher) en un Rock N' Roll Tag Team Match.(7:49)
  - Kerry cubrió a Mosh con «Roll-Up» apoyándose en la segunda cuerda.
  - Después del combate, Tge Headbangers atacaron a Taylor.
- Jax Dane derrotó a Blake Troop (con Chris Silvio Esq.) en un Submision Match (7:03)
  - Dane dejó inconsciente a Troop con un «Camel Clutch».
  - Durante el combate, Silvio interfirió a favor de Troop.
- Pretty Empowered (Ella Envy & Kylie Paige) (c) derrotaron a Natalia Markova & Taylor Rising reteniendo los Campeonatos Mundiales Femeninos en Parejas de NWA. (7:57)
  - Paige cubrió a Rising con un «Code Red».
- "Thrillbilly" Silas Mason (con Ricky Morton) (c) derrotó a Chris Adonis en un Burning Lake Brawl Match y retuvo Campeonato Nacional Peso Pesado de NWA. (6:57)
  - Mason cubrió a Adonis después de aplicarle un «Thrill Ride».
- Violent J & The Brothers Of Funstruction (Ruffo The Clown & Yabo The Clown) derrotaron a Vampiro & La Rebelión (Bestia 666 & Mecha Wolf) (con Jerry Other) en un Riddle Box Match. (12:00)
  - J cubrió a Vampiro después de aplicarle un «Falcon Arrow» sobre chinchetas y palomitas de maíz.
  - Durante el combate, Jerry interfirió a favor de Vampiro.
- Kenzie Paige (c) derrotó a Ruthie Jay y retuvo el Campeonato Mundial Femenino de NWA (7:27)[4]
  - Paige cubrió a Jay después de aplicarle un «Kenzie Cutter».
- Blunt Force Trauma (Carnage & Damage) (c) derrotaron a Mike Knox & Trevor Murdoch en un Medieval Knights Of The Round Table Match (14:35)
  - BFT ganaron después de aplicar un «Double ChokeSlam» sobre la mesa redonda.
  - Durante el combate, Aron Stevens interfirió a favor de BFT.
- EC3 (c) derrotó a Thom Latimer (con Kamille) en un No Limits Match y retuvo el Campeonato Mundial Peso Pesado de NWA. (15:16)[5][6][7][8]
  - EC3 cubrió a Latimer después de aplicarle un «Double UnderHook Piledriver».
  - Durante el combate, Kamille interfirió a favor de Latimer, mientras que Matt Cardona interfirió a favor de EC3.
  - Después del combate, Latimer atacó a Cardona.

### 2024
NWA Samhain 2 tuvo lugar el 26 de octubre de 2024 desde el WEDU Studios en Tampa, Florida.
- The Country Gentlemen (AJ Cazana, KC Cazana & Joe Kazana) derrotaron a Jay Bradley, The Smilleballz (Sage Chantz & Tommy Rant) en un Street Fight 6 Man Tag Team Match. (8:16)
  - Joe cubrió a Chantz después de darle un puñetazo con la hebilla del cinturón.
  - Durante el combate, Wrecking Ball Legursky interfirió a favor de Bradley.
  - Este combate se emitió en el episodio de Power del 3 de diciembre vía X (Twitter).
- "HollyHood" Haley J derrotó a Natalia Markova y a Kylie Paige en una Elimination Match y ganó una oportunidad por el Campeonato Mundial Femenino de NWA. (8:24)
  - Markova eliminó a Kylie después de aplicarle un «Beautiful Destruction». (5:05)
  - Haley eliminó a Markova después de aplicarle 2 «Curb Stomp». (8:24)
  - Este combate se emitió en el episodio de Power del 3 de diciembre vía X (Twitter).
- Daisy Kill & Talos derrotaron a The Immortals (Kratos & Odinson) ganando una oportunidad por los Campeonatos Mundiales en Parejas de NWA. (11:49)[10]
  - Talos cubrió a Odinson después de aplicarle un «Chokeslam».
  - Después del combate, The Immortals atacaron a Kill & Talos
  - Este combate se emitió en el episodio de Power del 3 de diciembre vía X (Twitter).
- El combate entre Alex Misery contra Lev terminó sin resultado. (4:08)
  - El árbitro detuvo la lucha después de que Joe Ocasio atacará a Lev y a Misery con un palo de Kendo.
  - Después del combate, Ocasio atacó a Gagz the Gymp.
- Colby Corino & Bryan Idol derrotaron a The Southern Six ("Thrillbilly" Silas Mason & Kerry Morton). (9:01)
  - Corino cubrió a Morton con un «Electric Chair Requiem».
- Carson Drake derrotó a Max The Impaler (con Father James Mitchell) en un Hell Awaits Match y ganó el Campeonato Mundial Televisivo de NWA. (10:06)
  - Drake cubrió a Max con un «Inside Cradle».
  - Después del combate, Max atacó a Mitchell.
- The It Girls (Ella Envy & Miss Starr) (c) derrotaron a Caribbean Flow (La Rosa Negra & Ruthie Jay) en un No Time Limit, No Count Outs reteniendo los Campeonatos Mundiales Femeninos en Parejas de NWA.[11]
  - Envy cubrió a Rosa después de un «Starr Shock DDT» de Starr.
- Mims (con BLK Jeez) derrotó a Burchill y retuvo el Campeonato Nacional Peso Pesado de NWA
  - Mims cubrió a Burchill después de aplicarle un «Big Strong Back Slam».
  - Durante el combate, Jeez interfirió a favor de Mims.
- Jax Dane & Baron Von Storm derrotaron a "Magic" Jake Dumas & Zyon (con Austin Idol).
  - Storm cubrió a Dumas después de un «Lariat» de Dane.
  - Storm tenía prohibido el uso del «Claw Hold», Sí lo utilizaba sería descalificado.
  - Después del combate, Storm aplicó el «Claw Hold» a Dumas.
- Kenzie Paige (c) derrotó a Tiffany Nieves y retuvo el Campeonato Mundial Femenino de NWA. (9:01)
  - Kenzie cubrió a Nieves después de aplicarle un «Kenzie Cutter».
- Temple of Duum (Stone Rockwell & The Beastman) derrotaron a The Heavenly Butterflies (Faboo André	& Tony Donati). (2:37)
- Alex Taylor (c) derrotó a Jack Cartwheel en un No Limits Match y retuvo el Campeonato Mundial Junior Peso Pesado de NWA. (11:57)
  - Taylor cubrió a Cartwheel con un «Taylor Driver».
- Mike Knox & Trevor Murdoch derrotaron a Blunt Force Trauma (Carnage & Damage) (con Aron Stevens reteniendo los Campeonatos Mundiales en Parejas de NWA.
  - Knox cubrió a Carnage después de aplicarle un «Low and High» en conjunto con Murdoch.
  - Eric Smalls estuvo encerrado en una jaula de tiburones.
  - Durante el combate, Stevens interfirió a favor de BFT, mientras que Rolando Freeman & Slade interfirieron en contra de Smalls, sin embargo Sam Strokehouse apareció para salvarlo.
  - Después del combate; Knox, Murdoch, Smalls & Strokehouse encerraron a Stevens en la jaula.
- El combate entre Thom Latimer (c) vs. EC3 por el Campeonato Mundial Peso Pesado de NWA terminó sin resultado.[6]
  - El combate se detuvo después de que varios enmascarados atacarán a Latimer y al árbitro.
  - Como consecuencia, Latimer retuvo el título.

### 2025
NWA Samhain Part 3 tuvo lugar el 17 de octubre de 2025 desde el Center Stage en Atlanta, Georgia.